# زکریا باکالی
زکریا باکالی (عربی: زهير فضال؛ زاده ۲۶ ژانویهٔ ۱۹۹۶) بازیکن فوتبال بلژیکی مراکشی‌تبار است که در حال حاضر برای دپورتیوو لاکرونیا و او همچنین برای تیم ملی فوتبال بلژیک بازی می‌کند.

## دوران باشگاهی

### پی‌اس‌وی
پس از شروع زندگی حرفه‌ای فوتبال خود در آکادمی جوانان آر اف سی لیژ و بعد از آن استاندارد لیژ، باکالی به پی‌اس‌وی آیندهوون هلند انتقال یافت. در طول فصل ۲۰۱۲–۱۳، باکالی برای جوانان پی‌اس‌وی در بلوفن اردویسه بازی کرد. او برای شروع فصل ۲۰۱۳–۱۴ به تیم اول پی‌اس‌وی آیندهوون پیشنهاد شد.
در ۳۰ ژوئیه سال ۲۰۱۳، باکالی نخستین بازی خود را برای پی‌اس‌وی آیندهوون در برابر زولته وارخم در بازی‌های مقدماتی لیگ قهرمانان اروپا انجام داده‌است. او اولین بازی خود را در لیگ هلند در برابر دن هاگ در بازی آغازین فصل در اوت ۳ انجام داد.
در روز ۷ ماه اوت، او اولین گل خود را در لیگ قهرمانان اروپا در برابر زولته ورخم در پیروزی ۳–۰ به ثمر رساند. در ۱۰ اوت، او در مقابل ان. ئی. سی هت تریک کرد و تیمش در این بازی ۵–۰ پیروز شد. او با این هت‌تریک به جوانترین بازیکن در تاریخ لیگ هلند تبدیل شد که هت‌تریک کرده‌است.

## دوران ملی
باکالی به تدریج از طریق جوانان بلژیک تجربه کسب کرد و تبدیل به یک گلزن قابل اعتماد شد. آمار هفت گل در ۱۲ بازی برای تیم ملی زیر ۱۷ سال بلژیک، او را به تیم زیر ۲۱ سال بلژیک برد و اعتماد مربی تیم یوهان ویلم را به دست آورد.
پس از دستیابی به موفقیت باکالی، به تیم اول پی‌اس‌وی آیندهوون رفت. مربی بلژیک مارک ویلموتس او در تیم ملی ۲۵ نفره بلژیک در بازی دوستانه مقابل فرانسه قرار داد. زکریا باکالی تابعیت دوگانه داشت، اما در تاریخ ۷ اکتبر ۲۰۱۳ (اندکی قبل از مسابقات مقدماتی جام جهانی ۲۰۱۴) او به طور رسمی برای بلژیک بازی کرد.

## آمار حرفه‌ای
تا تاریخ ۳۰ مه ۲۰۱۴
| باشگاه            | فصل‌ها             | لیگ  | لیگ   | جام  | جام   | اروپا | اروپا | دیگر | دیگر  | مجموع | مجموع |
| باشگاه            | فصل‌ها             | حضور | گل ها | حضور | گل ها | حضور  | گل ها | حضور | گل ها | حضور  | گل‌ها  |
| ----------------- | ----------------- | ---- | ----- | ---- | ----- | ----- | ----- | ---- | ----- | ----- | ----- |
| پی‌اس‌وی آیندهوون   | ۲۰۱۳–۱۴           | ۱۶   | ۳     | ۲    | ۰     | ۴     | ۱     | ۰    | ۰     | ۲۲    | ۴     |
| آمار حرفه‌ای در کل | آمار حرفه‌ای در کل | ۱۶   | ۳     | ۲    | ۰     | ۴     | ۱     | ۰    | ۰     | ۲۲    | ۴     |

### بین‌المللی
| بلژیک | بلژیک | بلژیک |
| سال   | حضور  | گل‌ها  |
| ----- | ----- | ----- |
| ۲۰۱۳  | ۱     | ۰     |
| ۲۰۱۴  | ۰     | ۰     |
| ۲۰۱۵  | ۱     | ۰     |
| مجموع | ۱     | ۰     |